# フリップボード

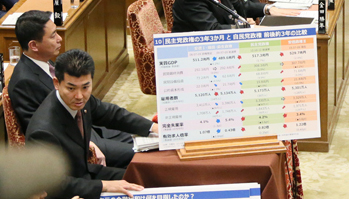
衆議院予算委員会でのフリップボード

フリップボード (英語: flip board) またはフリップカード (flip card) は、映像制作の現場で用いられる、文字や図を書いた、被写体としての板である。略してフリップ、またはパターン (pattern) とも呼ばれる。

## 概要

### 用途
トリキリ
文字や図などを書き、これを全画面（トリキリ）で撮影する。映画やテレビ番組で、主にタイトルやクレジットを表すのに使われた。かつてのテレビでは、カメラでなく専用のカード（オペークカード）を装填するオペーク投影装置を用いており、このカードを「フリップカード」とも呼んだ。
編集のコンピュータ化が進み、この種の表現には放送局内の「電子タイトルシステム」、「キャラクタージェネレータ」、映像編集ソフトによるコンピュータグラフィックスなどを用いるようになり、物としてのフリップボードを使う例は減りつつある。
合成素材
- スーパーインポーズ (映像編集) - フリップカードを字幕の合成に転用した例。

出演者が情報を提示する際の道具
後述。

## テレビ番組の出演者が用いるフリップボード
フリップボードをトリキリでなく、出演者に持たせて撮影する例もある。一般的なフリップボードの意味はこの例で広く用いられる。
縦27センチメートル×横35.5センチメートル程度で作成される（後述）。
情報番組やニュース番組では物事や事件を分かりやすく説明するためのパターンとして利用される。『おとなの漫画』（フジテレビ系列）では、冒頭の番組タイトルや提供クレジットを通常のテロップではなく、出演者が手に持ったフリップに書いて撮影していた。また、クイズ番組において回答者が答えを記入するために用いるほか、『お笑いマンガ道場』（日本テレビ系列）などではマンガを描くためにも用いられた。近年では国会審議において質問する議員がテレビ中継を意識して使用する例や、企業におけるプレゼンテーションなどに使用されるケースもある。
図形や文字を用いて説明するためのフリップはスチレンボードが用いられることが多く、クイズの回答や絵を描くためのフリップはイラストレーションボード（イラストボード）が用いられることが多い。
低予算番組ではフリップの代用品としてスケッチブックが用いられる場合もある。1990年代後半になると、小型のホワイトボードも用いられるようになった。

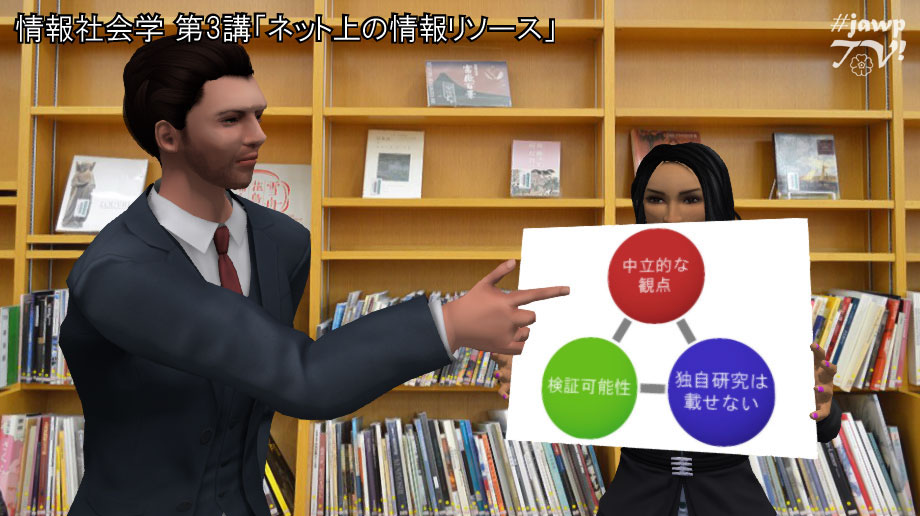
教養番組の例（イメージ）
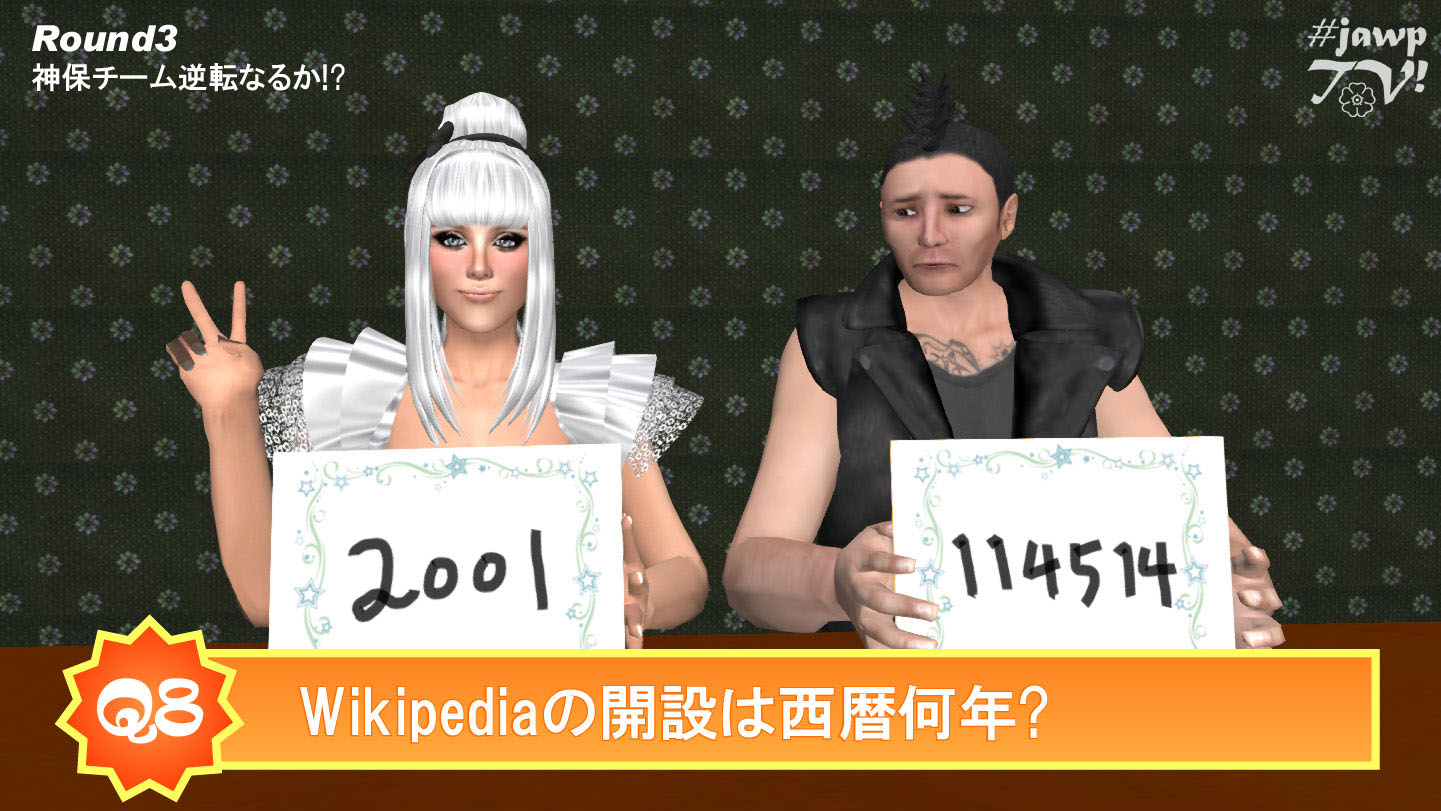
クイズ番組の例（イメージ）

### 制作過程
多くは局内の美術センターやタイトル制作の部署、テレビ美術専門のプロダクションがそのデザイン・制作を担当している。テロップ同様、報道・制作部門より発注票・文字原稿の入稿後、グラフィックデザイナーが情報伝達に適した、グラフィック・レイアウトなどのデザインを検討・考案し、DTP・グラフィックソフト・フリーハンド（手描き）などを用いて仕上げられる。その後、誤字脱字のほか放送表現上の校正が行われ、発注元の部署に納品される。基本的に各番組が専用として独自に発注するため番組名やコーナー名のロゴタイプが刷り込まれる場合が大半であり、番組間で流用するケースは稀である。
素材としては3.5ミリメートル・5ミリメートル・7ミリメートル厚のスチレンボードとインクジェットプリンター・カラーレーザープリンターによる出力紙をデザインボンドやスプレー糊（通常の事務用糊では紙が水分を吸収し伸縮、シワの原因となる）などで貼り合わせたものが多く使用される。サイズは変形B4判（270ミリメートル×355ミリメートル）からA3判程度。「手持ち」で利用される場合はキャスターやアナウンサー等がその内容を読み上げる際を考慮し、裏面にも表面と同じ内容の縮刷・複写などを貼付する。
また、剥離可能で比較的接着力の弱いスプレーのりを用いて、あらかじめ内容の一部をシールで覆い隠した「めくりフリップ」なども、バラエティ番組やワイドショーなどにおいて、進行に合わせて剥がす、といった演出に多用される。

### 使用例
- 午後は○○おもいッきりテレビ
司会のみのもんたがフリップボードを用いて食材の健康効能を説明していた。手描き文字によるものも使用されていた。
- みのもんたの朝ズバッ!
「ズバッ!8時またぎ」のコーナーなどでパネル（大型のフリップボード）を用いて番組を進行していた。前述の『おもいッきりテレビ』に影響を受けた演出であるが、前番組の『ウォッチ!』でも「日刊最大関心事」のコーナーで同手法は使われていた。プロッタ（大判インクジェットプリンター）により出力したものを貼り合わせてパネルを制作していた。
- 情報ライブ ミヤネ屋
司会の宮根誠司らが同番組の特集コーナーにおいて、ニュースの詳細を番組オリジナルのめくり付き特大フリップボード（通称：ミヤネ屋ボード）を用いて、コーナーを進行。
- IPPONグランプリ
2009年から不定期で放送されている大喜利バラエティ番組。お笑い芸人10人が、出題されるお題の答えをフリップボードに書いて答える。10人の中から勝ち上がった2名で決勝戦を行い、勝利した者がチャンピオンとなる。

## 転用
演芸の分野で、フリップやスケッチブックに描いた絵などを、紙芝居のようにめくりながらネタを進行するスタイルの芸は、めくり芸やフリップ芸と呼ばれる。